# Dytiscus
Dytiscus é um gênero que compreende insetos com antenas relativamente longas e filiformes. Esses besouros aquáticos diferem quanto aos hábitos dos outros besouros aquáticos, pois tanto o adulto quanto a larva são carnívoros. As larvas são vorazes, sendo freqüentemente chamadas de “tigres da água” e dispõem de mandíbulas longas, em forma de foice. Quando agarram outro inseto, ou um pequeno peixe com as mandíbulas, canais existentes nas pontas destas sugam os líquidos do corpo do animal aprisionado. Os adultos são vistos com cabeça submersa e com a extremidade do abdome fora da água. Levantando as asas levemente nessa posição, os insetos reabastecem-se de ar, que é carregado debaixo das asas. Esses besouros voam e são atraídos pela luz. 
- Dytiscus circumcinctus
- Dytiscus circumflexus
- Dytiscus dimidiatus
- Dytiscus lapponicus
- Dytiscus latissimus
- Dytiscus marginalis
- Dytiscus mutinensis
- Dytiscus persicus
- Dytiscus pisanus
- Dytiscus semisulcatus
- Dytiscus thianschanicus